# Aquila (Bibelübersetzer)
Aquila war ein jüdischer Gelehrter aus dem 1./2. Jahrhundert n. Chr., der zum Judentum konvertiert war (Proselyt). Er gilt als Revisor der griechischen Septuaginta, der die jüdische Bibel 125 erneut wortgetreu ins Griechische übersetzt hat.
Eine Hypothese zu seiner Person sieht in ihm den Autor des Targum Onkelos, den Verfasser Onkelos.

## Person
Über Person und Leben Aquilas ist wenig bekannt. Unsicherer Überlieferung nach stammt er aus Sinope (heute Türkei); ebenfalls unsicher ist die oft angenommene Schülerschaft bei dem berühmten jüdischen Lehrer Akiba (50/55–135 n. Chr.). Die Lebensdaten Aquilas lassen sich nur anhand seiner Übersetzungen schätzen, die er um 125 n. Chr. fertigstellte. Die Übersetzung Aquilas ist heute hauptsächlich als christliche Schriftüberlieferung in griechischer Sprache erhalten, woher er auch seine Bedeutung für die alttestamentliche Wissenschaft erbt.

## Werk und Bedeutung
Aquila nahm eine eigenwillige Neuübersetzung der hebräischen Bibel ins Griechische vor. Sie ist wortwörtlich, so dass der Sinn des Ausgangstextes in dem von Aquila Wort für Wort interpretierten und übertragenen Text oft schwer zu erkennen ist. Diese Art der Übersetzung war offenbar als Ergänzung oder auch als Gegenbild zu der bereits rezipierten hellenisierten Septuaginta gemeint, die im Judentum wegen zunehmender Fehlübersetzungen und eingewanderter hellenistischer Irrlehren unrein geworden war und abgelehnt wurde.
Möglicherweise war die Übersetzungsweise Aquilas inspiriert durch bestimmte jüdische Auslegungstraditionen, nach denen jedem einzelnen Wort des hebräischen Ausgangstextes eine besondere Bedeutung zukommt. Um eine solche authentische, am einzelnen hebräischen Gotteswort orientierte Auslegung wieder auch für die griechische Septuaginta, die zunehmend ungenaue Übertragungen des hebräischen Textes und Übersetzungsfehler sammelte, bereitzustellen, war eine wortwörtliche Wiedergabe des hebräischen Textes erforderlich. Aquilas Übersetzungen wurden von den meisten damaligen Christen abgelehnt, da sie ihm vorwarfen, die messianischen Textstellen unkorrekt übersetzt zu haben, während sich aber Hieronymus und Origenes positiv über sie äußerten und Letzterer sie in die Hexapla aufnahm.
Der Übersetzung Aquilas kommt eine hohe Bedeutung für die Textkritik des christlichen Alten Testaments zu, sowohl des hebräischen als auch des griechischen Alten Testaments. Die Lesarten Aquilas lassen Schlüsse auf seine hebräische Vorlage ebenso zu, wie sich Parallelen zu Revisionen der Septuaginta ziehen lassen, insbesondere zur Kaige-Revision.